# 今村和郎
今村 和郎（いまむら わろう / かずろう、1846年10月22日（弘化3年9月3日） - 1891年（明治24年）5月4日）は、明治時代の日本の法制官僚・教育者。
土佐藩出身。大学南校（東京大学の前身の1つ）教員を経て岩倉使節団の一員となり、さらにパリ東洋語学校（フランス国立東洋言語文化学院の前身）に勤務。帰国後は内務省取調局長、法制局（内閣法制局の前身）部長、明治法律学校（明治大学の前身）講師、貴族院議員、行政裁判所評定官を歴任し、また法律取調委員会の報告委員として旧民法のうち日本政府法律顧問ボアソナードが起草した財産法部分（ボアソナード民法典）の制定に尽力した。

## 来歴
弘化3年9月3日（1846年10月22日）、土佐国高岡郡高岡村に商家の長男として生まれる。土佐藩が慶応2年（1866年）に設けた開成館で仏学教頭・松山寛蔵に学んだのち長崎に遊学し、長州藩出身の光田三郎（光妙寺三郎）とともに呉常十郎（のち池田政懋、寛治と改名）のもとでフランス学を修業。さらに新都東京に出て洋学者・箕作貞一郎（麟祥）が明治2年（1869年）5月頃に開いた家塾・共学社に入り、同じ土佐出身の中江篤介（兆民）とともに箕作に師事した。
明治3年（1870年）11月、前年6月に新政府によって設置され箕作が中博士を務めていた大学の少助教に就任。大阪開成所勤務を命じられ、翌年には大学南校在勤となって河津祐之、池田政懋らとともに変則課程でフランス学を担当した。その後、中助教兼大舎長、大舎長兼少助教を経て、大学が廃され文部省が置かれた明治4年（1871年）7月に文部権大助教、翌8月に文部中助教となり、明治5年（1872年）9月の官制改正後は文部省九等出仕となった。この間、岩倉使節団の文部担当理事官として欧米に派遣される田中不二麿の随行を明治4年10月に命じられ、翌11月に横浜を出港。米国に滞在したのち翌年新暦3月に田中に先立ってフランスに向かい、大学南校から在外研究のため欧州に派遣されていた先輩フランス学者入江文郎とともに同国の学事調査を担当した。また、7月から8月にかけて田中のスイス、ロシア視察に同行。9月には田中とともにドイツに滞在しており、使節団の司法担当理事官で土佐出身の佐々木高行と面会している。その後パリに戻った今村は、11月中旬以降、フランス滞在中の佐々木理事官の世話役を務めたほか、使節団の後発隊として派遣された司法省視察団が12月にパリに到着すると同省の雇を兼ね、翌明治6年（1873年）4月まで視察団員の井上毅、名村泰蔵らとともにパリ大学教授ギュスターヴ・エミール・ボアソナードから憲法・刑法に関する講義を受けた。
明治6年2月、田中理事官は視察を終えて帰国の途に就いたが、今村は本官を免じられてフランスに留まり、同年3月に栗本貞次郎の後任としてパリ東洋語学校の復習教師に採用。明治10年（1877年）まで同校日本語講座主任教授レオン・ド・ロニーのもとで日本語を教えたほか、ロニーが主催する「日本学・中国学・タタール学・インドシナ学会」の書記を務め、学会年報の編集も手がけた。ロニーらが中心となり明治6年9月に第1回国際東洋学者会議がパリ大学で開催された際には入江文郎らとともに参加。理事・日本代表に選挙され、日本研究のために持たれた5つの部会で発表を行っている。これら日仏文化交流にたずさわる一方、司法省視察団が7月にパリを後にしてからも引き続き同省雇として省務ならびに刑・民法の取り調べを行うことになり、明治6年11月から年金1000円を4年間給与され、さらに左院御用掛として明治7年（1874年）3月から左院が廃止される明治8年（1875年）4月頃まで月給50円を受けた。法学研究を進める機会を得た今村は、パリで私塾を開いていた法学者エミール・アコラースに師事し、また法学に加えてオーギュスト・コントが提唱した実証主義を中心とする哲学の研究にも力を注いだ。当時交友のあった日本人留学生には中江篤介（官費留学生一斉召還により明治7年に帰国）、アコラース門下の光田三郎、飯塚納（西湖）、西園寺公望がおり、渡仏前からのコント信奉者で明治6年2月から留学生総代を務めていた入江文郎とも親しく交際。入江が明治11年（1878年）1月に客死した際には葬儀と墓碑の建立に尽力し、それからほどなく、パリ大学法学部を卒業した光田とともに英国経由で帰国した。
明治11年6月、6年半ぶりに日本に戻った今村はただちに司法省御用掛となり、8月には太政官権少書記官兼司法権少書記官に就任。同じく太政官権少書記官となった光田とともに法制局専務を命じられた。明治12年（1879年）3月、内務少書記官に転じ、翌年9月に内務権大書記官に昇任。明治14年（1881年）9月に法規の起草・審査を行う参事院が新設され、主任の件に限り議事に加わる員外議官補を各省書記官が兼任することになると、内務省では今村と白根専一がこれに選ばれた。省内では法規に関わる文書の審議や法規の起草を担当する取調局に勤務し、明治13年（1880年）3月には井上毅に代わり局長に就任している。そのほか、明治12年7月に内務卿のもとに中央衛生会が設けられると10月から委員を務め、さらに同年12月には地方官会議御用掛を拝命。翌年の第3回地方官会議に内閣委員として出席し、会議での決議案が元老院で審議される際も内閣委員として説明にあたった。また明治14年11月、この年8月から内務省に設置されていた登記法取調掛の委員を命じられている。
明治15年（1882年）9月、突如内務省を退官し、ともに自由党幹部で土佐出身の板垣退助、後藤象二郎が外遊するにあたり通訳として随行することになった。しかし自由民権運動に身を投じたわけではなく、この随行は自由党対策のために政府首脳が画策した外遊斡旋の一環だった。今村と政府首脳との間には板垣ら帰国後も引き続き行政制度調査のためパリに滞在する内約があり、留守宅には権大書記官の月給の半額に相当する100円が毎月給与されたという。随行の自由党員栗原亮一を加えた板垣ら4人は11月に横浜を出港し、年末にはパリに到着した。板垣はそのままパリに滞在し、後藤は翌年1月頃から3月上旬までドイツのベルリン、次いでオーストリアのウィーンを訪問。もともと後藤に請われて随員となった今村は、板垣ではなく後藤に同行したという。その後、板垣らは4月末に渡英。翌月、一度パリに戻ってから帰国の途についたが、今村は憲法調査の目的で欧州に派遣されていた参議伊藤博文の申し立てにより4月に太政官御用掛となり、そのまま伊藤の残務取調のためドイツに滞在。フランスにも何度か足を運んだのち明治17年（1884年）2月に帰国した。この2度目の洋行の間、今村はフランスの時事評論家であるジュール・シモン、レオン・セイ、エドゥアール・ド・ラブライエの諸氏や、オーストリア在住の哲学者ローレンツ・フォン・シュタインと度々会談したという。
帰国後の明治17年3月、外務権大書記官として官途に復帰。公信局勤務となったが、翌月、参事院に転じ議案の作成・説明を担当する議官補に就任。民法・訴訟法・商法・刑法・治罪法を所管する法制部に配属された。明治18年（1885年）12月に参事院が廃止され内閣に法制局が設けられると法制局参事官となり、ここでも法制部に勤務。明治22年（1889年）1月には平田東助に代わり法制部長を命じられ、翌年7月の官制改革で法制局部長に更任。法制部と司法部の業務を引き継いだ第三部を主管した。この間、法律顧問ボアソナードが民法編纂局で起草した民法草案（財産法の一部のみ）が法制局審査を経て元老院で審議されるにあたり明治19年（1886年）6月に法制局法制部長周布公平とともに内閣委員を命じられ、また同年8月、条約改正の前提となる裁判所構成法などの新法を制定するために外務大臣井上馨を委員長として設置された法律取調委員会の書記を兼務した。さらに、民法制定が法律取調委員会での審議を経ることになったため翌年4月に元老院での民法草案審議が中止されたのち、井上外相に代わり委員長に就任した司法大臣山田顕義のもとで外国人委員起草による法案の調査・説明を担当する報告委員が11月に新設されるとこれを拝命。栗塚省吾らとともに民法組合に配属され、ボアソナード民法草案（財産法部分）の委員会審議において牽引車役を果たした。法律取調委員会に次いで元老院での審議を経た法案が明治23年（1890年）3月に枢密院に諮詢された際には取調委員箕作麟祥、報告委員寺島直とともに説明委員として派遣され、翌4月に「民法中財産編財産取得編債権担保編証拠編」として公布後この法典が非難を浴びると、『解難』と題する冊子を著して反論に努めている。また、井上正一、光妙寺三郎ら日本人報告委員が起草した家族法部分の民法草案が元老院で審議されるにあたっても、報告委員の磯部四郎、熊野敏三とともに同年5月から内閣委員を務め、この法案は10月に「民法中財産取得編人事編」として公布された。このほか、公務のかたわら明治21年（1888年）9月より明治法律学校の講師を務め、同校の機関誌である『法政誌叢』にも論説を寄稿。民法・商法公布後、同校講師を中心に新法註釈会が設立され講義録形式の注釈書『民法正義』『商法正義』が刊行されると、民法財産編の執筆を担当した。
明治23年9月、帝国議会開設に先立ち法制局第一部長尾崎三良、第二部長平田東助とともに法制局在職のまま貴族院議員に勅選され、明治24年（1891年）1月には設立されて間もない行政裁判所の評定官に転じた。しかし今村はこの時すでに重病であり、3月3日に議員を辞職。同年5月4日に肺結核のため死去し、小石川の音羽護国寺に埋葬された。享年46。

## 親族
- 父：治之助（1818 - 1872） - 土佐国高岡郡高岡村を代表する商家「政屋」の一族である徳右衛門（2代目政屋惣兵衛の弟・兵右衛門の孫）の子。町老（町役人の一員）を務めた[3]。
- 母：烈（- 1891）[35]
  - 長弟：為五郎[36]
  - 次弟：幸吉[36]
  - 三弟：小十郎[36]
  - 四弟：猪吉 - 和郎没後、未亡人・順と結婚し今村家を相続[36]。
  - 妹：トミ[36]
- 妻：順[36]
  - 息子：剛太郎 - 早世[36]。
  - 娘：福 - 早世[36]。

## 栄典
位階
- 1879年（明治12年）12月18日 - 従六位[8]
- 1880年（明治13年）10月21日 - 正六位[8]
- 1890年（明治23年）7月11日 - 従四位[8][37]（正六位から昇叙）
- 1891年（明治24年）5月4日 - 正四位[8]

勲章等
- 1889年（明治22年）12月27日 - 勲六等瑞宝章[8][38]
- 1891年（明治24年）
  - 3月30日 - 単光旭日章[8]
  - 5月4日 - 勲五等瑞宝章[8]

## 著作

### 日本語
- 「国家ノ責任」（『法政誌叢』第99号、1890年1月10日 ／ 第110号、同年6月25日 ／ 第111号、同年7月10日）
- 「所有権論」（『法政誌叢』第102号、1890年2月25日 ／ 第103号、同年3月10日）
- 『解難』 中隠居士述、長尾景弼ほか、1890年7月
- 「民法正義財産編巻之壱」（『民法正義』第1冊-第8冊、新法註釈会、1890年7月-1891年2月） - 第一部巻之壱未完部分は今村没後に亀山貞義の名で掲載され、第一部巻之弐は宮城浩蔵と亀山が執筆。
  - 『民法正義 財産編第一部巻之壱』 亀山貞義合著、信山社出版〈日本立法資料全集〉、1995年10月、ISBN 9784797245011
- 「法典ニ対スル弁妄」（『法政誌叢』第113号、1890年8月10日 ／ 第114号、同年同月25日 ／ 第115号、同年9月10日）
- 「誤謬裁判ニ付テ」（『法政誌叢』第119号、1891年1月10日）

翻訳
- 『白耳義刑法』 司法省、1882年6月

編集
- 『史伝雑集』 羅尼共編、1874年11月

### フランス語
- «L'inscription du temple de Ha-se», in Congrès international des Orientalistes (ed.), Congrès international des Orientalistes: Compte-rendu de la première session, Paris 1873, Tome premier, Maisonneuve et Cie, 1874.
- «L'idal de la femme chez les Japonais», in ibid.
- «Les revenus du gouvernement japonais», in ibid.
- «Sur l'introduction des lettres chinoises au Japon», in ibid.
- «La Collection des Dix-mille feuilles», in ibid.
- «Les engrais de l'Agriculture japonaise», in ibid.
- «Sur les sources de l'histoire ancienne du Japon», in Mémoires de la Société d'ethnographie, t. 8, 1875.
- «Rapport annuel sur la situation dela société», in Mémoires de la Société des études japonaises, chinoises, tartares et indo-chinoises, t. 1er, 1877.
- «Sur l'origine portugaise de quelques coutumes au Japon», in ibid.
- «Le budget du Japon», in ibid.

## 関連文献
- 「行政裁判所評定官従四位勲六等今村和郎特旨ヲ以テ位階被進」（国立公文書館所蔵 「官吏進退・明治二十四年官吏進退十三」）
- 「行政裁判所評定官従四位勲六等今村和郎勲位進級ノ件」（国立公文書館所蔵 「官吏進退・明治二十四年官吏進退十四」）
- 宮内庁三の丸尚蔵館編 『明治十二年明治天皇御下命「人物写真帖」 上』 宮内庁、2015年3月